# District de Polje
Le district de Polje est l'un des 17 districts de la municipalité de Ljubljana.